# لوسي داف غوردون
لوسي داف غوردون (1821-1869) كاتبة إنجليزية.

## حياتها العائلية
كانت تنتمى إلى عائلة أستقراطية.
تزوجت داف غوردون في كنسينغتون في لندن في عام 1840 وكان لها ثلاثة أطفال. ابنتهما جانيت آن روس (ني داف غوردون)، ولدت في عام 1842 وتوفي في عام 1927.

## أشهر كتاباتها
اشتهرت برسائلها من مصر ورسائلها من رأس الرجاء الصالح، عانت من مرض السل في عام 1851 وارتحلت إلى جنوب أفريقيا حيث 'المناخ' التي كانت تأمل في أن يساعد صحتها، وعاشت بالقرب من رأس الرجاء الصالح لعدة سنوات قبل أن تسافر إلى مصر في عام 1862 وتعيش بها حتى رحيلها في سنة 1869.

## حياتها في مصر
في مصر، استقرت في الأقصر حيث تعلمت اللغة العربية، وكتب العديد من الرسائل لزوجها وأمها حول مراقبتها ورؤيتها للثقافة المصرية والدين والعادات.العديد من النقاد يعتبرونها بأنها «تقدمية» ومتسامحة، على الرغم من أنها عقدت أيضا وجهات النظر لإشكالية الجماعات العرقية المختلفة واحتفلت بالخطابات لفكاهتها، واثرت غضب الدولة العثمانية الحاكمة، العديد من القصص الشخصية استقاتها من الناس من حولها.في نواح كثيرة كانت نموذجية من حكايات المستشرقين من هذا الوقت.

## رسائلها
وكانت معظم رسائلها لزوجها، الكسندر داف غوردون ووالدتها، السيدة سارة أوستن.

## ترجماتها
كان السيدة داف غوردون أيضا مؤلفة للعديد من الترجمات، بما في ذلك واحدة من فيلهلم مينهولد العنبر الساحرة، وهي واحدة من الشخصيات في الرواية العشيقة من لا شيء من تاليف كيت بولينجير.